# Colubraria monroei
Colubraria monroei är en snäckart som beskrevs av Mcginty 1962. Colubraria monroei ingår i släktet Colubraria och familjen valthornssnäckor. Inga underarter finns listade i Catalogue of Life.